# Списак фудбалских клубова у Италији

## Серија А2024/25.
- Аталанта
- Болоња
- Венеција
- Верона
- Ђенова
- Емполи
- Интер
- Јувентус
- Каљари
- Комо
- Лацио
- Лече
- Милан
- Монца
- Наполи
- Парма
- Рома
- Торино
- Удинезе
- Фјорентина

## Серија Б2024/25.
- Бари
- Бреша
- Јуве Стабија
- Карарезе
- Катанцаро
- Козенца
- Кремонезе
- Мантова
- Модена
- Палермо
- Пиза
- Ређана
- Салернитана
- Сампдорија
- Сасуоло
- Специја
- Судтирол
- Фрозиноне
- Чезена
- Читадела